# Leleupia gibbosa
Leleupia gibbosa är en stekelart som beskrevs av Vittorio Luigi Delucchi 1962. Leleupia gibbosa ingår i släktet Leleupia och familjen puppglanssteklar.
Artens utbredningsområde är Tanzania. Inga underarter finns listade i Catalogue of Life.